# سوسک ببری
سوسک ببری (یا به قولی سوسک دونده سریع) (نام علمی: Cicindelinae) به طور سنتی به عنوان اعضای سریع و درنده‌خوی خانواده سیسیندلیدا طبقه‌بندی می‌شد، اما در حال حاضر آن‌ها زیرخانواده از تیره سوسک‌های زمینی به شمار می‌روند. سریع‌ترین گونه از سوسک ببری قادر به دویدن با سرعتی معادل ۹ کیلومتر بر ساعت، حدوداً ۱۲۵ برابر طول بدنش در هر ثانیه است. این موجودات از دیگر حشرات تغذیه می‌کنند که در سواحل و کناره‌های ماسه‌ای، کنار جاده‌ها، و در طول راه‌های جنگلی می‌خرامند. این حشرات به نسبت کوچک و باریک، درست به رنگ ماسه یا موادی هستند که روی آن‌ها می‌دوند. یکی از معمول‌ترین گونه‌ها در ایالات متحده، سبز با جلای فلزی براق و چندین گونهٔ نزدیک سبز رنگ یا مسی رنگ هستند. قاب‌ها اغلب خالدار یا راه‌راه‌هایی با ته رنگ روشن‌تر هستند.
لاروهای سوسک ببری موجودات سفید رنگ هستند با سر بزرگ، با جلای فلزی و آرواره‌های بالایی (فک‌ها) بزرگ. نسبت به حشرات طعمه، این لاروهای کرمی شکل حتی خطرناک‌تر از بالغ‌ها هستند. آن‌ها به سادگی در حفره‌های کوچکی که کنده‌اند در کمین می‌نشینند، با آرواره‌های بالایی کاملاً باز، آماده برای گرفتن هر حشره‌ای که از روی آن‌ها عبور می‌کند. قلاب‌ها در عقب شکم آن برای چسباندن لارو به کناره‌های حفره هستند و اگر شکار قصد قرار گرفتن در محل استراحت لارو و پرتاب کردن آن به بیرون برای حملهٔ متقابل را داشته باشد، قلاب‌ها مانع می‌شوند.